# Fortune carrée (roman)
Pour l’article homonyme, voir Fortune carrée.
 (juillet 2022).
Fortune carrée est un roman d'aventures de Joseph Kessel publié en 1932.
Le roman tire son nom de la fortune carrée, voile carrée qui se grée sur la vergue de bâtiments à voiles auriques et qui ne sert qu'à fuir la tempête, droit devant soi.

## Historique
C'est fin 1930 que Joseph Kessel entreprit la rédaction de ce roman, inspiré par son périple du début d'année au Yémen, en mer Rouge et en Éthiopie-Somalie lors duquel il fait la rencontre d'Henry de Monfreid. À la suite de cette rencontre, Kessel pousse Montfreid à publier ses écrits. De son côté, Kessel écrit son roman qui met en scène deux hommes violents et sans attaches : Hakimoff et Henri de Monfreid, dans un cadre époustouflant.

## Résumé
Un bâtard kirghiz, fils reconnu d'un comte russe Igrisheff, est en poste à Sanaa, capitale du Yémen, où l'Imam lui a offert un cheval, Chaïtane avec lequel Igrisheff fait corps. Il doit s'enfuir de Sanaa. Après diverses péripéties, il se mêle à une insurrection où il est fait prisonnier. On lui donne comme épreuve de se battre en combat singulier contre un guépard qu'il parvient à tuer. 
Peu après, il s'évade et réussit à s'embarquer clandestinement sur un boutre que deux Français, Daniel Mordhom et Philippe Lozère ont chargé d'une cargaison d'armes. Surpris par une tempête sur la mer Rouge, le bateau vient près de sombrer, mais atteint in extremis les rivages d'une île inhospitalière, où les naufragés sont attaqués par des pirates qui parviennent à fuir.
Les deux Français, Mordhom et le jeune Philippe, sont liés d'une amitié très profonde, bien qu'ils se connaissent depuis peu. À la tête d'une caravane de mulets, ils prennent la route et connaissent de nombreuses difficultés. Les actions de Philippe soulignent son manque d'expérience, mais non de sa force de caractère et de sa valeur. Il n'arrivera pas au bout de l'aventure. Mordhom parvient seul à écouler les armes et repart sur son boutre.